# OHSAS 18001
OHSAS 18001, “Occupational Health and Safety Assessment Series”, is een internationaal standaard voor Arbo managementsystemen. Met een arbo-managementsysteem kan aan alle stakeholders worden aangetoond dat de arbeidsomstandigheden in de organisatie goed geregeld zijn, dat arbo risico’s zijn geïnventariseerd en geëvalueerd en dat de medewerkers zijn aangezet te leren van de ervaringen. Het is een algemeen erkend en populair Arbo managementsysteem.

## Inleiding
OHSAS 18001 is de wereldwijd geaccepteerde norm met eisen voor een arbomanagementsysteem. De gezondheid en veiligheid van medewerkers wordt beïnvloed door onder meer fysieke belasting, fysische omstandigheden, psychosociale arbeidsbelasting en machineveiligheid. Met een arbomanagementsysteem worden gevaren en risico’s geïdentificeerd en geëvalueerd om deze vervolgens te verminderen.
De basis voor het arbomanagementsysteem is de ‘plan-do-check-act’ cyclus (PDCA). OHSAS 18001 stelt, naast deze uitvoeringscyclus, ook eisen aan de resultaten van het managementsysteem:
- de continue verbetering van de arbeidsomstandigheden;
- de beheersing van de arborisico’s als gevolg van de activiteiten van de organisatie;
- het voldoen aan de van toepassing zijnde wettelijke eisen.

OHSAS 18001 wordt internationaal breed toegepast. In een groot aantal landen is OHSAS 18001 overgenomen als nationale norm. De OHSAS 18001-norm sluit wat betreft opzet naadloos aan bij de ISO 14001-norm. Op het niveau van ISO wordt op dit moment gewerkt aan de ontwikkeling van een ISO-norm voor arbomanagementsystemen, namelijk ISO 45001.

## Oorsprong en geschiedenis

### Voorgeschiedenis
Tot de ontwikkeling van OHSAS 18001, waren er diverse programma’s, normen en standaarden ontwikkeld op het gebied van veiligheid. Voorbeelden hiervan zijn: 
- International Safety Audit 2000 (ISA 2000)
- het Safety and Quality Assessment System (SQAS)
- het model voor een ARBO-managementsysteem (NPR 5001)
- de VGM-Checklist van Aannemers (VCA 2000)
- de Veiligheidschecklist voor Uitzend- en detacheringbureaus (VCU)
- het International Safety Rating System (ISRS)
- het Pellenberg Audit Systeem (PAS)
- het Metatechnisch Evaluatiesysteem (MES)
- de British Standard 8800

Het grootste deel van die veiligheidsmanagementsystemen waren lokale initiatieven of initiatieven voor beperkte doelgroepen of activiteiten in plaats van de gehele scope te bevatten van veiligheidsbeheersactiviteiten. Het werkterrein van die lokale initiatieven reikte meestal niet verder dan één of enkele landen.
Sommige veiligheidsmanagementsystemen waren internationaal aanvaard. Dit waren vaak systemen die ontwikkeld werden door individuele certificatieorganisaties DNV had zijn ‘OHSMS’, Lloyd’s zijn ‘SMS 8800’, BVQI zijn ‘SafetyCert’ en SGS had zijn ‘ISA 2000’. Er bleef echter discussie over de validiteit en de generieke toepasbaarheid van deze normen, waardoor het komen tot een algemeen geaccepteerde managementsysteem uitbleef. Men had daarbij de behoefte aan een systeem dat auditeerbaar en certificeerbaar is.

### ISO
De ogen waren daarbij gericht op ISO. In 1996 was men op een internationale ISO- workshop, op 5 en 6 september ’96, die zich boog over het thema ‘Occupational Health and Safety’ tot de conclusie gekomen dat er niet echt behoefte was aan een ISO-standaard voor arbeidsveiligheid.. In 1997 heeft het ‘Technical Management Board’ (TMB) van ISO het ontwikkelen van een veiligheidsmanagementsysteem echter uitgesteld. In 2000 werd het voorstel van de BSI (British Standards Institute) om een technische commissie op te zetten om de bestaande Britse arbo standaard BS 8800 om te zetten in een ISO standaard wederom niet opgevolgd. Hoewel 29 leden hadden voorgestemd hadden 20 leden tegengestemd en onder ISO regels kan het opvolgen van zo'n voorstel slechts worden gedaan bij een twee-derde meerderheid. Aansluitend werd door de TMB besloten dat het het nastreven van een aanbieding van de ILO (International Labour Office) om samen te werken op de laatste eigen project aan het ontwikkelen van een standaard op OHSMS voor ISO niet juist zou zijn.. In 2013 is besloten om OHSAS 18001 te reviseren en toch als ISO-norm (ISO 45001) te publiceren. Op internationaal niveau is een Project Committee ingericht (ISO/PC 283) die zich bezighoudt met de revisie. Deze ontwikkeling kost echter tijd want omdat het een ISO-norm betreft, heeft hij wereldwijde werking. Hij moet dus van toepassing zijn in landen als India, Bangladesh, waar men nog niet zo ver is met deze zaken, maar ook in Nederland, waar veiligheid en gezondheid al redelijk op peil is. Het kost tijd die norm te harmoniseren voor alle landen die deelnemen in ISO. Op 14 januari 2016 is de Draft International Standard (DIS) gepubliceerd. De standaard is nog niet afgerond.

### OHSAS
Gezien het uitblijven van een wereldwijd aanvaard veiligheidsmanagementsysteem, ontwikkelde het ‘British Standards Institution’ een norm die internationaal wordt erkend en noemde deze OHSAS 18001. De bedoeling van OHSAS 18001 was om deze voor elk bedrijf toepasbaar te laten zijn. Deze norm werd daarom ontwikkeld in nauwe samenwerking met andere standaardorganisaties, certificatieorganisaties en gespecialiseerde consultants. De OHSAS 18001 is ontworpen op basis van de volgende nomen: 
- BS 8800 (BSI) -1996, Guide to occupational health and safety management systems
- Technical Report NPR 5001 - 1997, Guide to an occupational health and safety management system
- ISA 2000 (SGS & ISMOL) - 1997, Requirements for Safety and Health Management Systems
- SafetyCert (BVQI) - Occupational Safety and Health Management Standard
- OHSMS (DNV) -1 1997, Standard for Certification of Occupational Health and Safety Management Systems(OHSMS)
- Draft NSAI SR 320 - Recommendation for an Occupational Health and Safety (OH and S) Management System
- Draft AS/NZ 4801 -  Occupational health and safety management systems Specification with guidance for use
- Draft BSI PAS 088 - Occupational health and safety management systems
- UNE 81900 - Series of pre-standards on the Prevention of occupational risks
- Draft LRQA SMS 8800 - Health & safety management systems assessment criteria

OHSAS 18001 is ontwikkeld in samenwerking met de volgende organisaties::  
- National Standards Authority of Ireland
- Standards Australia
- South African Bureau of Standards
- British Standards Institution
- Bureau Veritas Quality International
- Det Norske Veritas
- Lloyds Register Quality Assurance
- National Quality Assurance
- SFS Certification
- SGS Yarsley International Certification Services
- Asociación Española de Normalización y Certificación
- International Safety Management Organisation Ltd
- Standards and Industry Research Institute of Malaysia (Quality Assurance Services)
- International Certification Services

De OHSAS 18001 specificatie werd op 15 mei 1999 gepubliceerd.

## OHSAS 18001 en 18002
Het verminderen van de risico's met betrekking tot arbeidsomstandigheden, het beperken van het aantal ongevallen, de werkomgeving op kantoor, RSI, hogere ziektekosten, nieuwe wet- en regelgeving e.d. zorgen ervoor dat organisaties steeds meer aandacht besteden aan veiligheid- en arbozorg.
Enkele voordelen voor deze verhoogde aandacht met betrekking tot OHSAS 18001 gecertificeerd zijn:
- Systematische aanpak die leidt tot verbetering;
- Essentiële pijler onder het duurzaamheidsbeleid;
- Goede arbeidsomstandigheden zorgen voor beter gemotiveerde medewerkers;
- Lagere verzuimcijfers met financieel positieve gevolgen;
- Minder controles door de arbeidsinspectie bij OHSAS 18001 gecertificeerde bedrijven (zie toezicht)
- Aantoonbaar voldoen aan klantwensen met betrekking tot veiligheid en omgang met arbeidsomstandigheden.

Wat ISO 9000 is voor kwaliteitszorg en ISO 14001 voor milieuzorg, wil OHSAS 18001 zijn voor arbeidsomstandigheden en is gebaseerd op de systematiek van de ISO 9000 en 14001. Om de compatibiliteit met deze milieu- en kwaliteitsnorm te garanderen, wordt de OHSAS 18001 aangepast bij nieuwe versies van de ISO 9001 of 14001.
De richtlijnen voor de implementatie van OHSAS 18001 staan beschreven in de OHSAS 18002.
OHSAS 18001 geeft de vereisten die aanwezig moeten zijn in een goed veiligheidsmanagementsysteem. Daarbij wordt er van uitgegaan dat een dergelijk systeem de arbeidsrisico’s effectief wil beheersen en dus de performance van de organisatie wil verbeteren. Net zoals de ISO 9000 en ISO 14000, start deze norm vanaf een minimum niveau dat moet worden bereikt, en dient het managementsysteem zo opgebouwd te worden dat het continu verbetert, door het toepassen van bijvoorbeeld de PDCA-cyclus. De OHSAS 18001 is op de structuur van de ISO 14001 geënt, met de bedoeling om de integratie van het kwaliteits-, veiligheids- en milieumanagementsysteem te bevorderen.

## Inhoud OHSAS 18001
OHSAS 18001 omvat de gehele cyclus van beleid maken, uitvoeren, controleren en verbeteren. De organisatie bepaalt zelf op basis van de arbogevaren en risico’s de doelstellingen en maatregelen. De naleving van wet- en regelgeving is daarbij een integraal onderdeel.
OHSAS gaat uit van alle activiteiten en processen en de arbogevaren en -risico’s daarvan (inclusief psychosociale arbeidsbelasting) voor alle medewerkers. Een veiligheidsmanagementsysteem dient daarbij volgens OHSAS 18001 te vertrekken van een ‘Occupational Health and Safety Policy’. Uit deze 'policy' dient de gevarenidentificatie, de risico-evaluatie en de risicobeheersing gepland te worden.
De eisen in de OHSAS 18001 zijn gerubriceerd in vijf onderdelen:
1. Arbobeleid
2. Planning
  1. Gevarenidentificatie
  2. Wettelijke en andere eisen
  3. Doelstellingen en programma's
3. Implementatie en uitvoering
  1. Middelen, taakverdeling, verantwoordelijkheid, toerekenbaarheid en bevoegdheid
  2. Bekwaamheid, training en bewustzijn
  3. Communicatie, participatie en overleg
  4. Documentatie
  5. Beheersing van documentatie
  6. Beheersing van de werkzaamheden
  7. Voorbereid zijn en reageren op noodsituaties
4. Controle en corrigerende maatregelen
  1. Prestatiemeting en monitoring
  2. Beoordeling van de naleving
  3. Onderzoek van incidenten, afwijkingen, corrigerende en preventieve maatregelen
  4. Beheersing van registraties
  5. Interne audit
5. Beoordeling door de directie

## Overheidstoezicht en OHSAS 18001
De overheid houdt toezicht op de naleving van wet- en regelgeving. Ten aanzien van arbeidsomstandigheden is dit de Inspectie SZW. Het beleid van de Inspectie SZW is om organisaties met een OHSAS 18001-certificaat minder frequent of zelfs helemaal niet te bezoeken voor een inspectie in het kader van het toezicht op de naleving van de Arbowet. Dit is de zogenaamde inspectievakantie. Uitzonderingen hierop zijn organisaties die onder het (Besluit Risico Zware Ongevallen) vallen. 
Het arbomanagementsysteem sluit verder perfect aan bij de verplichting tot het opstellen en uitvoeren van een Risicoinventarisatie & -evaluatie (RI&E) en de aanpak met Arbocatalogi waarin maatregelen op sectorniveau zijn uitgewerkt. Het arbomanagementsysteem borgt de uitvoering in de organisatie en de regelmatige actualisatie.